# Municipio de Lehigh (Kansas)
El municipio de Lehigh (en inglés: Lehigh Township) es un municipio ubicado en el condado de Marion en el estado estadounidense de Kansas. En el año 2010 tenía una población de 329 habitantes y una densidad poblacional de 3,52 personas por km².

## Geografía
El municipio de Lehigh se encuentra ubicado en las coordenadas 38°23′8″N 97°18′26″O / 38.38556, -97.30722. Según la Oficina del Censo de los Estados Unidos, el municipio tiene una superficie total de 93.45 km², de la cual 93,28 km² corresponden a tierra firme y (0,18 %) 0,17 km² es agua.

## Demografía
Según el censo de 2010, había 329 personas residiendo en el municipio de Lehigh. La densidad de población era de 3,52 hab./km². De los 329 habitantes, el municipio de Lehigh estaba compuesto por el 97,57 % blancos, el 0,3 % eran asiáticos, el 1,52 % eran de otras razas y el 0,61 % eran de una mezcla de razas. Del total de la población el 2,74 % eran hispanos o latinos de cualquier raza.